# Hvid stenkløver
Hvid stenkløver (Melilotus albus) er en 50-100 cm høj urt, der vokser i vejkanter og nær bebyggelse. Alle overjordiske dele dufter af kumarin, mens blomsternes duft er en blanding af dette stof med honning.

## Beskrivelse
Hvid stenkløver er en toårig urt eller en kortlevende flerårig urt med en opret og forgrenet vækst. Det første år dannes en uanselig roset af trekoblede blade, men næste år skyder de høje skud til vejrs. Skuddene er let furede, hårløse og mere eller mindre blåduggede. Bladene sidder spredt, og også stængelbladene er trekoblede. Småbladene er elliptiske med tandet rand. Oversiden er som undersiden lyst græsgrøn.
Blomstringen sker i juli-september, hvor de små, hvide ærteblomster sidder samlet i endestillede, oprette klaser fra hver forgrening på hovedskuddet. Frugterne er bælge med få frø.
Rodnettet består af en kraftig og meget dybtgående pælerod, som desuden har nogle mere spinkle siderødder. Planten har symbiose med kvælstofsamlende bakterier.
Højde x bredde og årlig tilvækst: 1,0 x 0,40 m (100 x 40 cm/år).

## Voksested
Planten findes i Syd- og Østeuropa fra Sydfrankrig over Ungarn og Grækenland til Mellemøsten og tempererede dele af Sydasien. Desuden er den naturaliseret i Australien, Afrika og Nordamerika. I disse år trænger den frem i Sydamerika, hvor den er nået næsten frem til Magellanstrædet. Overalt foretrækker den lysåbne voksesteder med godt dræn og et højt kalkindhold.
I Cevennerne findes den på tørre overdrev sammen med bl.a. alm. engelsød, merian, alm. mælkeurt, alpekugleblomst, bibernelle, Calamintha menthifolia, foderesparsette, havetimian, klasekortlæbe, lancetvejbred, prikbladet perikon, rundfinnet radeløv, stribet torskemund, vellugtende skovranke, ægte isop og ægte lavendel.

## Anvendelse
Planten har et ualmindeligt højt indhold af nektar i blomsterne. Derfor er den en god foderplante for honningbier. Indholdet af kumarin medfører indre blødninger hos kreaturer, som æder planten frisk eller ensileret. Derimod er gennemtørret hø et udmærket foder for alle planteædende husdyr.

## Note
1. ↑  Veronika Minks: Geographie und Vegetation der Cevennen, 2002. (Webside ikke længere tilgængelig) (tysk)